# Ainay
Ainay est un quartier de la presqu'île de Lyon, dans le 2e arrondissement, au sud du quartier de Bellecour et de sa place et au nord de la gare de Lyon-Perrache.
Son principal monument est la basilique romane Saint-Martin d'Ainay, également présent le musée des Tissus et des Arts décoratifs de Lyon, son axe principal est la rue piétonne Victor-Hugo. Les immeubles de ce quartier bourgeois ont été en grande partie construits sous la Restauration.

## Étymologie
Plusieurs hypothèses sont avancées sur l'origine du nom. Ainay pourrait être lié à :
- Athena : hypothèse douteuse et flatteuse, formulée par Symphorien Champier qui remporte une adhésion quasi générale auprès des humanistes lyonnais du XVIe siècle[1] ;
- Athanase.

## Histoire

### Histoire du quartier
En période romaine c'est une zone inondable, elle accueillait non pas de vastes monuments publics mais des villae aux riches ornements (mosaïques luxueuses découvertes dans le quartier d'Ainay et de Bellecour) ainsi que de grands entrepôts. L'unique strucrure à vocation cultuelle que l'on pourrait situer dans ce secteur est un possible sanctuaire à Attis, à la fois fils et amant de Cybèle et dont la mythologie des Anciens renvoyait les lieux de culte à l'extérieur de la ville.
L'histoire du quartier est liée à celle de la basilique Saint-Martin d'Ainay.
Un rempart a été construit de 1313 à 1324, pour protéger le domaine de l'abbaye (à la demande de l'abbé Jean II de la Palud), ainsi qu'un palais dans lequel les rois de France ont logé à la Renaissance (le palais a été détruit à la Révolution[réf. nécessaire]).
La construction des remparts a repris en 1544, ce qui n'empêchera pas les huguenots, en 1562, de dévaster les archives, l'église et une partie du cloître.
En 1745 est construit le pont d'Ainay qui relie le quartier du centre à celui de Saint-Georges sur la rive droite de la Saône. Les remparts sont détruits après 1777 afin de relier la ville au nouveau quartier gagné sur les eaux. Le quartier a été aménagé dans les années qui ont suivi. En 1780, le pont d'Ainay est toujours situé au confluent du Rhône et de la Saône.
La rue qui, au sud, suit la tracé des anciens remparts, a été nommée rue des Remparts d'Ainay. Non loin, on trouve également la « voûte d'Ainay » qui est à l’emplacement d’une ancienne porte de l’enceinte de l’abbaye.
Ainay était le quartier de l’aristocratie lyonnaise, dès le XVIIIe siècle, puis de la grande bourgeoisie au XIXe siècle.

### Faits marquants
Au XVIe siècle, la cour royale est encore itinérante. En 1536, elle s'installe à Lyon (le roi François Ier s'apprête à rejoindre ses troupes au sud-est d'Avignon alors que Charles Quint est en train d'envahir la Provence).
Le 2 août, le dauphin François, héritier du trône de France, joue au jeu de paume installé au « pré d'Ainay ». Alors qu'il fait particulièrement chaud, il boit un verre d'eau glacée qui lui sera fatal. Il décédera quelques jours plus tard, à Tournon, à l'âge de dix-huit ans.
Certains pensent que cet évènement tragique a dissuadé François Ier de faire de Lyon (qui se trouvait sur la route des guerres d’Italie) sa capitale.
En hommage au jeune héritier, une rue du quartier d'Ainay a été nommée rue François-Dauphin.

## Aujourd'hui

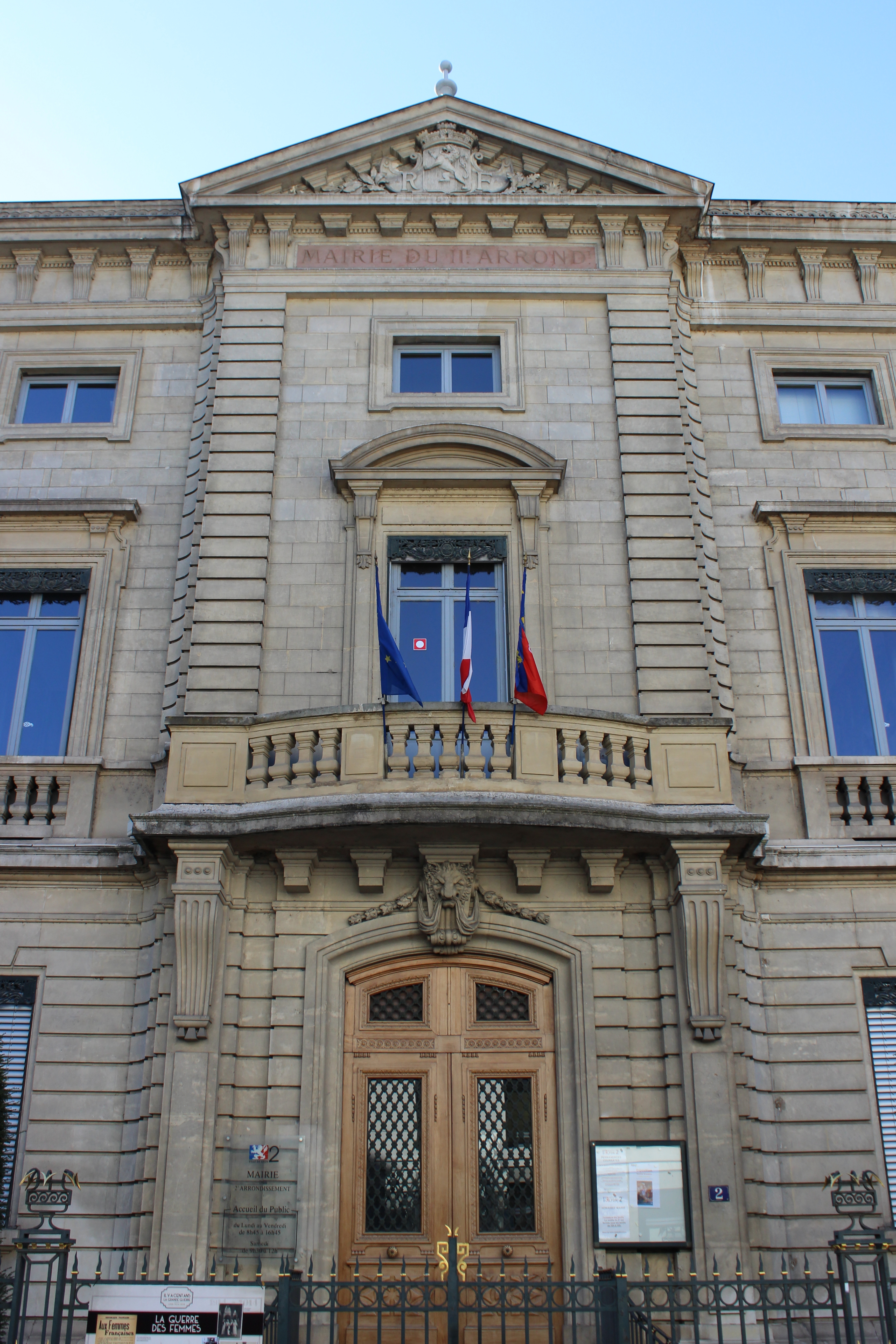
Mairie du 2e arr.

Le quartier accueille la mairie du 2e arrondissement, de très nombreux commerces autour de l'axe piéton constitué par la rue Victor-Hugo. Le siège social du groupe de négoce Descours & Cabaud se situe aussi dans ce quartier, rue du Général-Plessier.
Par ailleurs le quartier héberge notamment de nombreuses galeries d'art.

## Accessibilité
- Ce site est desservi par la station de métro Ampère - Victor Hugo.

## Dans la culture
- Jacques Morize, Mourir à Ainay, roman noir, éditions AO - André Odemard, 2019[3] (ISBN 978-2-913-897-81-6)